# Michael Orozco
Michael Orozco Fiscal (ur. 7 lutego 1986 w Orange) – amerykański piłkarz pochodzenia meksykańskiego występujący na pozycji obrońcy, obecnie zawodnik meksykańskiej Tijuany.

## Kariera klubowa
Orozco zawodową karierę rozpoczynał w 2006 roku w meksykańskim klubie San Luis FC. W Primera División de México zadebiutował 26 sierpnia 2006 roku w wygranym 2:0 pojedynku z Tigres UANL. 3 maja 2009 roku w przegranym 1:3 spotkaniu z Santos Laguną strzelił pierwszego gola w Primera División de México.
W 2010 roku został wypożyczony do amerykańskiego zespołu Philadelphia Union. W MLS zadebiutował 26 marca 2010 roku w przegranym 0:2 meczu z Seattle Sounders. 17 lipca 2010 roku w wygranym 2:1 pojedynku z Toronto FC zdobył pierwszą bramkę w MLS.

## Kariera reprezentacyjna
W 2008 roku Orozco wraz z kadrą Stanów Zjednoczonych U–23 uczestniczył w Letnich Igrzyskach Olimpijskich. Zagrał na nich w 3 meczach swojej drużyny, która odpadła z turnieju po fazie grupowej.
W pierwszej reprezentacji Stanów Zjednoczonych Orozco zadebiutował 16 października 2008 roku w przegranym 1:2 pojedynku eliminacji Mistrzostw Świata 2010 z Trynidadem i Tobago.